# 李暎一
李暎一（り・よんいる、1959年 - ）は、韓国ソウル生まれ。日本で活動する教授建築家。現在は、一般社団法人＜アジア建築集合体＞の活動として、毎年アジア14カ国を回りながら建築教育と実践をおこなっている。

## 略歴
- 1982年　弘益大学校建築学科卒業
- 1985年　神戸大学大学院 工学研究科 修士課程修了
- 1992年　神戸大学大学院　博士課程　修了。学術博士（Ph.D）
- 1995年　アトリエ　ビコーズ・リー設立
- 1997年　フォートワース現代美術館国際コンペ（安藤忠雄建築研究所）に参加
- 1998年　安藤忠雄建築展（韓国国立現代美術館）プロデューサー
- 1998年　宝塚造形芸術大学 環境トータルデザインコース　助教授
- 2001年　宝塚造形芸術大学 環境トータルデザインコース　教授(2013年)
- 2005年　神戸大学工学部建築学科 非常勤講師
- 2008年   LLC 都市ブランドデザイン研究所設立
- 2011年　ベトナム ホーチミン市建築大学客員教授
- 2011年　竹山聖、遠藤秀平、長坂大、米田明、宮本佳明と一緒に＜KANSAI6＞を組織
- 2014年　日本建築設計学会　副会長（-2018)
- 2018年　一般社団法人　アジア建築集合体　代表

## 主な作品
- HONZAWA SHOP（東京、麻布十番）
- 増永邸（三鷹市）
- D-island HOUSE（韓国、仁川市）
- 長崎邸（神戸市）
- 宝塚造形芸術大学クラブハウス（宝塚市）
- 国道１号線（ 関目５丁目～蒲生４丁目）ストリートファニチャーデザイン（大阪関目）
- digital sekitei（宝塚市）
- モラン民俗５日市名品化デザイン公募展（韓国、城南市）
- 3FLOWERS（宝塚市）
- SUI ART MUSEUM（中国、北京市）
- PEBBLES（ベトナム　ホーチミン市）
- Darkhan Minj Hotel（モンゴル）
- My Lai Memorial Park（ベトナム）
- Church in Bao Loc（ベトナム）
- Tri Nguyen Island Resort Hotel & Villa and others

## 受賞歴
- 2003年　日経ニューオフィス賞̶近畿ニューオフィス賞推進賞（ニューオフィス推進協会）
- 2009年　城南市モラン民俗５日市デザイン公募展 佳作受賞（韓国城南市）
- 2016年　日本建築学会　教育賞受賞（共同受賞）
- 2017年　文部大臣表彰科学技術賞（共同受賞）

## 主な論文
- 1995年　場所性の理論と安藤忠雄の建築̶ー建築におけるパラダイムの転換、安藤忠雄の夢構想、朝日新聞社
- 1998年　The creative will in Architecture, TADAO ANDO、C3
- 2005年　まちづくりとブランドデザイン、都市商業とまちづくり、税務経理協会
- Tendency and characteristics of works created by Asian students, ISAIA , The 10th International Symposium on Architectural Interchanges in Asia
- Establishing a Standard for Architectural Education in Asia, 2018, ISAIA